# Onychogomphus macrodon
Onychogomphus macrodon là một loài chuồn chuồn ngô thuộc họ Gomphidae. Nó được tìm thấy ở Israel, Jordan, Liban, Syria, và Thổ Nhĩ Kỳ. Môi trường sống tự nhiên của nó là các con sông. Nó bị đe dọa do mất môi trường sống.